# Волоки (Могилёвская область)
Воло́ки — деревня в составе Пашковского сельсовета Могилёвского района Могилёвской области Республики Беларусь.
Рядом с населённым пунктом расположена железнодорожная станция Волоки на линии Могилёв — Шклов, в 18 км на север от Могилёва. Рельеф равнинный. Транспортные связи по местной дороге через деревню Купелы и далее по шоссе Шклов — Могилёв.
Планировочно состоит из 2 прямолинейных параллельных улиц, ориентированных с юго-запада на северо-восток и соединённых переулками. Застроена двусторонне, неплотно традиционными деревянными домами усадебного типа. Здание железнодорожной станции расположено обособленно, около железной дороги.

## Демография
По состоянию на 2007 год в деревне 37 хозяйств, 58 жителей.

## История
Основана в начале 1920-х годов переселенцами с соседних деревень. С 17 июля 1924 года в Могилёвском районе Могилёвского округа (до 26 июля 1930), с 20 февраля 1938 года в Могилёвской области.
В 1926 году хутора, 13 дворов, 68 жителей.
С 1928 года действовала сыродельная артель.
В 1932 году организован колхоз «1 Мая», который в то время имел 339 га земли и объединял в 1933 году 7 хозяйств.
В Великую Отечественную войну с июля 1941 года до 27 июня 1944 года оккупирована немецко-фашистскими захватчиками.
В 1990 году 57 хозяйств, 135 жителей, в составе колхоза «Заря» (центр — деревня Речки 1), работал магазин.